# Saltos ornamentais no Campeonato Europeu de Esportes Aquáticos de 2014 - Plataforma 10 m sincronizado masculino
A prova da plataforma 10 m sincronizado masculino dos saltos ornamentais no Campeonato Europeu de Esportes Aquáticos de 2014 foi realizada no dia 20 de agosto em Berlim, na Alemanha. 

## Calendário
| Fase       | Data         | Hora  |
| ---------- | ------------ | ----- |
| Preliminar | 20 de agosto | 12:00 |
| Final      | 20 de agosto | 16:00 |

Todos os horários estão no horário local (UTC+1)

## Medalhistas
| Ouro                                       | Prata                                          | Bronze                                     |
| Alemanha · Patrick Hausding · Sascha Klein | Bielorrússia · Vadim Kaptur · Yauheni Karaliou | Ucrânia · Oleksandr Bondar · Maksym Dolgov |

## Resultados
Esses foram os resultados da competição.
| Pos.              | Saltador                            | Nacionalidade | Preliminar | Preliminar | Final  | Final |
| Pos.              | Saltador                            | Nacionalidade | Pontos     | Pos.       | Pontos | Pos.  |
| ----------------- | ----------------------------------- | ------------- | ---------- | ---------- | ------ | ----- |
| Medalha de ouro   | Patrick Hausding Sascha Klein       | Alemanha      | 420.48     | 1          | 461.46 | 1     |
| Medalha de prata  | Vadim Kaptur Yauheni Karaliou       | Bielorrússia  | 384.66     | 3          | 421.80 | 2     |
| Medalha de bronze | Oleksandr Bondar Maksym Dolgov      | Ucrânia       | 366.84     | 4          | 415.17 | 3     |
| 4                 | Tom Daley James Denny               | Reino Unido   | 415.05     | 2          | 403.74 | 4     |
| 5                 | Francesco Dell'Uomo Maicol Verzotto | Itália        | 352.38     | 5          | 386.76 | 5     |